# Pakkios
Pakkios (Πάκκιος), Pakkios Antiochos (Πάκκιος Ἀντίοχος) – lekarz z I wieku, prawdopodobnie uczeń Filonidesa z Katany, żyjący prawdopodobnie w Rzymie. 
Zdobył wielki majątek dzięki sprzedaży leków swojego wynalazku, których recepturę trzymał w głębokiej tajemnicy. Receptury te zostawił w testamencie cesarzowi Tyberiuszowi, który chcąc nadać im tak szeroki obieg jak to tylko możliwe, nakazał umieścić ich kopie w każdej bibliotece publicznej. Historię tę przedstawiają Skryboniusz Largus [De compos. medicam. c. 23], Marcellus Empiricus [De medicam. c. 20]. Niektóre jego receptury podaje Galen, Skryboniusz Largus, Marcellus Empiricus i Aetius. 